# Кјуба Гудинг Млађи
Кјуба Марк Гудинг Млађи (енгл. Cuba Mark Gooding Jr.) је амерички филмски глумац рођен 2. јануара 1968. године у Бронксу (Њујорк). Најзначајније улоге је имао у филмовима: Џери Магвајер са Томом Крузом, Људи од части са Робертом де Ниром и Борба са искушењима са Бијонсе Ноулс.

## Биографија
Гудинг Млађи је рођен у Бронксу (Њујорк) од оца Кјубе Гудинга Старијег, који је био вођа музичке групе The Main Ingredient, и мајке Ширли која је била певачица.
Након што његов отац са својом групом прави велики музички хит са песмом Everybody Plays the Fool (1972), он се са њим и мајком сели у Лос Анђелес. Две године касније отац их напушта. У току школовања похађао је четири високе школе, укључујући и North Hollywood High School.
Прву значајнију филмску улогу остварује у филму Момци из краја (1991). Захваљујући тој улози касније добија прилику да глуми са Томом Крузом у филму Џери Магвајер, за којег је добија Оскара као најбољи споредни глумац.

## Приватни живот
Кјуба Гудинг Млађи је ожењен учитељицом Саром Капфер са којом има троје деце. Велики је љубитељ хокеја и у јануару 2006. године појавио се као гост на једној од утакмица Лос Анђелес кингса.

## Награде
- Добио Оскара за најбољу споредну мушку улогу (Џери Магвајер, 1996.)

## Филмографија
| Улоге Кјубе Гудинга Јуниора |                            |               |                                  |          |
| Година                      | Српски назив               | Изворни назив | Улога                            | Напомена |
| 1988.                       |                            |               | муштерија у берберници           |          |
| 1991.                       | Момци из краја             |               | Треј Стајлс                      |          |
| 1992.                       | Гладијатор                 |               | Абрахам Линколн Хејнс            |          |
| 1992.                       | Неколико добрих људи       |               | каплар Карл Хамакер              |          |
| 1993.                       |                            |               | Стивен Толкин                    |          |
| 1993.                       |                            |               | Мајк Питерсон                    |          |
| 1994.                       |                            |               | Бен Дојл                         |          |
| 1995.                       | Смртоносни вирус           |               | мајор Солт                       |          |
| 1996.                       | Џери Магвајер              |               | Род Тидвел                       |          |
| 1997.                       | Добро да боље не може бити |               | Френк Сакс                       |          |
| 1998.                       | Док будан сањам            |               | Алберт Луис/Ијан Нилсен          |          |
| 1998.                       | Убиство врана              |               | Лосон Расел                      |          |
| 1999.                       | Инстинкт                   |               | Тио Колдер                       |          |
| 1999.                       | Фактор смрзавања           |               | Арло                             |          |
| 2000.                       | Људи од части              |               | Карл Брашир                      |          |
| 2001.                       | Перл Харбор                |               | морнарички подофицир Дорис Милер |          |
| 2001.                       | Трка пацова                |               | Овен Темплтон                    |          |
| 2002.                       | Снежни пси                 |               | др Теб Брукс                     |          |
| 2003.                       | Лудо крстарење             |               | Џери Робинсон                    |          |
| 2003.                       | Борба са искушењима        |               | Дарин Хил                        |          |
| 2003.                       | Радио                      |               | Џејмс Роберт „Радио“ Кенеди      |          |
| 2004.                       |                            |               | Бак                              |          |
| 2005.                       |                            |               | Салим Адел                       |          |
| 2006.                       |                            |               | Мајки                            |          |
| 2006.                       |                            |               | Алекс Томас                      |          |
| 2006.                       |                            |               | Том                              |          |
| 2007.                       |                            |               | Дајон Хјуз                       |          |
| 2007.                       |                            |               | Чарли Хинтон                     |          |
| 2007.                       |                            |               | Лијам Кејс                       |          |
| 2013.                       | Мачета убија               |               | ел Камелеон 2                    |          |

### Познати глумци са којима је сарађивао
- Том Беренџер (Убиство врана)
- Роберт де Ниро (Људи од части)
- Том Круз (Џери Мекгвајер)
- Робин Вилијамс (Док будан сањам)
- Ентони Хопкинс (Инстинкт)
- Бијонсе Ноулс (Борба са искушењима)
- Џек Николсон (Добро да боље не може бити)
- Лоренс Фишборн (Момци из краја)